# Felsberg (Saar)
Felsberg ist ein Ortsteil (Gemeindebezirk) der Gemeinde Überherrn im Landkreis Saarlouis (Saarland). Der Ortsteil gliedert sich in Unterfelsberg, Oberfelsberg und Neuhof. Bis Ende 1973 war Felsberg eine eigenständige Gemeinde.

## Lage
Felsberg liegt am Aufstieg von Saarlouis her auf den Saargau Richtung Metz und weiter nach Paris.
Felsberg zeichnet sich durch seine landschaftlich wie topografisch eindrucksvolle Lage aus. Während Unterfelsberg die Weite des Saartales charakterisiert, gehört der obere Teil (Oberfelsberg) zu den Ausläufern des Lothringer Hügellandes. Ober- und Unterfelsberg sind durch eine sehr steil aufsteigende Straße miteinander verbunden, daher wird der Ort im moselfränkischen Dialekt häufig auch „Stai“ (die Steige) genannt.

## Geschichte
Vor ca. 180 Millionen Jahren senkte sich eine Gesteinsplatte ab. An der Grenze entstand ein Sprung, der von Forschern auch „Felsberger Sprung“ genannt wird. Der Grund dafür ist, dass Felsberg auf dem Sprung erbaut wurde.
Heute bildet der Friedhof die Grenze zwischen dem Kalkstein Boden Oberfelsbergs und dem Sandstein Boden Unterfelsbergs. Diese geologisch seltene Situation führt dazu, dass in Felsberg verschiedene Gesteine vorkommen, die sonst nur weit unter der Erdoberfläche liegen. Die Sandrosen lassen sich in Unterfelsberg finden. Und Versteinerungen aus Muschelkalk kommen häufig in Oberfelsberg vor. Andere Lavasteine und seltene Gesteinsarten, wie zum Beispiel Azurit, sind in Felsberg großflächig verteilt. Heute bildet der Friedhof die Grenze zwischen dem Kalkstein Boden Oberfelsbergs und dem Sandstein Boden Unterfelsbergs. 
Ab 1680 wurde die Festung Saarlouis erbaut. Dazu wurden auch Steine aus Steinbrüchen im heutigen Oberfelsberg genutzt. Die Burg Neufelsberg, heute Teufelsburg genannt (im Historischen auch Chateau De Diable genannt) wurde während des Festungsbaus auch als Steinbruch genutzt. Die Steinmetze siedelten sich mit ihren Familien vor Ort an und gründeten dadurch den Ort Felsberg, der nach der nahegelegenen Burg Neufelsberg benannt ist. Die erste urkundliche Erwähnung des Ortes datiert auf den 22. April 1704, als Herzog Leopold von Lothringen den französischen Einfluss um Saarlouis einzugrenzen versuchte, indem er um das Stadtgebiet mehrere Dörfer gründete: Die sogenannte demi-lieu (= halbe Meile) beschreibt die Lage der neugegründeten Dörfer.   
1815 übernahmen die Preußen die Herrschaft in Saarlouis und auch in Felsberg.
Im Rahmen der saarländischen Gebiets- und Verwaltungsreform wurde die bis dahin eigenständige Gemeinde Felsberg am 1. Januar 1974 der Gemeinde Überherrn zugeordnet.
Zu Beginn des 20. Jahrhunderts war Felsberg ein kleiner Industriestandort. Daher wurde 1913 eine Dampfbahnstrecke von Saarlouis nach Felsberg gebaut, die 1922 über Altforweiler, Bisten und Überherrn bis zur Grube „La Houve“ in Creutzwald fortgesetzt wurde. Am 28. Februar 1961 wurde sie eingestellt.  
1954 siedelte sich der französische Radiosender „Europe1“ auf dem Felsberger Sauberg an und strahlte bis 2011 von dort seine Sendungen weltweit aus. Bis zum Sendeschluss war die Felsberger Sendeanlage eine der stärksten in der Welt. Die markanten Sendetürme waren 1970 Etappenziel der Tour de France. 
1999 wurde die Sendehalle aufgrund ihrer Bauweise unter Denkmalschutz gestellt. Sie symbolisiert eine Muschel, wie sie oft in versteinerter Form in Oberfelsberg zu finden sind. 

## Sehenswürdigkeiten
- Teufelsburg in Oberfelsberg
- Sendegebäude des ehemaligen Langwellen-Senders von Europe 1

## Regelmäßige Veranstaltungen
- Traditionell feiert Felsberg, zusammen mit den Nachbardörfern Altforweiler und Berus, am 3. Wochenende im September die Oranna-Kirmes.
- Der SV Felsberg richtet alljährlich an Christi Himmelfahrt die Veranstaltung „Unser Dorf spielt Fußball“ aus. Dabei treten Spaßgruppen gegeneinander in kurzen Fußballspielen an.
- Das traditionelle Maibaumsetzen der Freiwilligen Feuerwehr Felsberg wird in der Hexennacht gefeiert.

## Sport
Am 10. Juni 1934 war Felsberg Austragungsort des Felsbergrennens. Dieses Bergrennen über 8 km Distanz gewann Hans Stuck auf einem AUTO UNION TYP A in 3 min 15 s mit einer Durchschnittsgeschwindigkeit von 147 km/h.
Am 4. Juli 1970 war Felsberg Etappenort der Tour de France. Nach 232,5 km endete hier die im belgischen Ciney gestartete 8. Etappe. Gewinner der Etappe war der Franzose Alain Vasseur, Vater von Cédric Vasseur.
2007 wurde der SV Felsberg zum ersten Mal in seiner 60-jährigen Vereinsgeschichte Meister (Kreisliga B Saarlouis). Der SV Felsberg konnte sich in einem Entscheidungsspiel in Wadgassen gegen den Mitbewerber SF Heidstock mit 2:1 durchsetzen. 2012 stieg der SV Felsberg nach der Spielklassenstrukturreform des Saarländischen Fußballverbandes zum ersten Mal in der Vereinsgeschichte in die Bezirksliga auf.

## Belege
1. ↑  Statistisches Bundesamt (Hrsg.): Historisches Gemeindeverzeichnis für die Bundesrepublik Deutschland. Namens-, Grenz- und Schlüsselnummernänderungen bei Gemeinden, Kreisen und Regierungsbezirken vom 27.5.1970 bis 31.12.1982. W. Kohlhammer, Stuttgart / Mainz 1983, ISBN 3-17-003263-1, S. 808 (Statistische Bibliothek des Bundes und der Länder [PDF; 41,1 MB]).